# 요나구니 공항

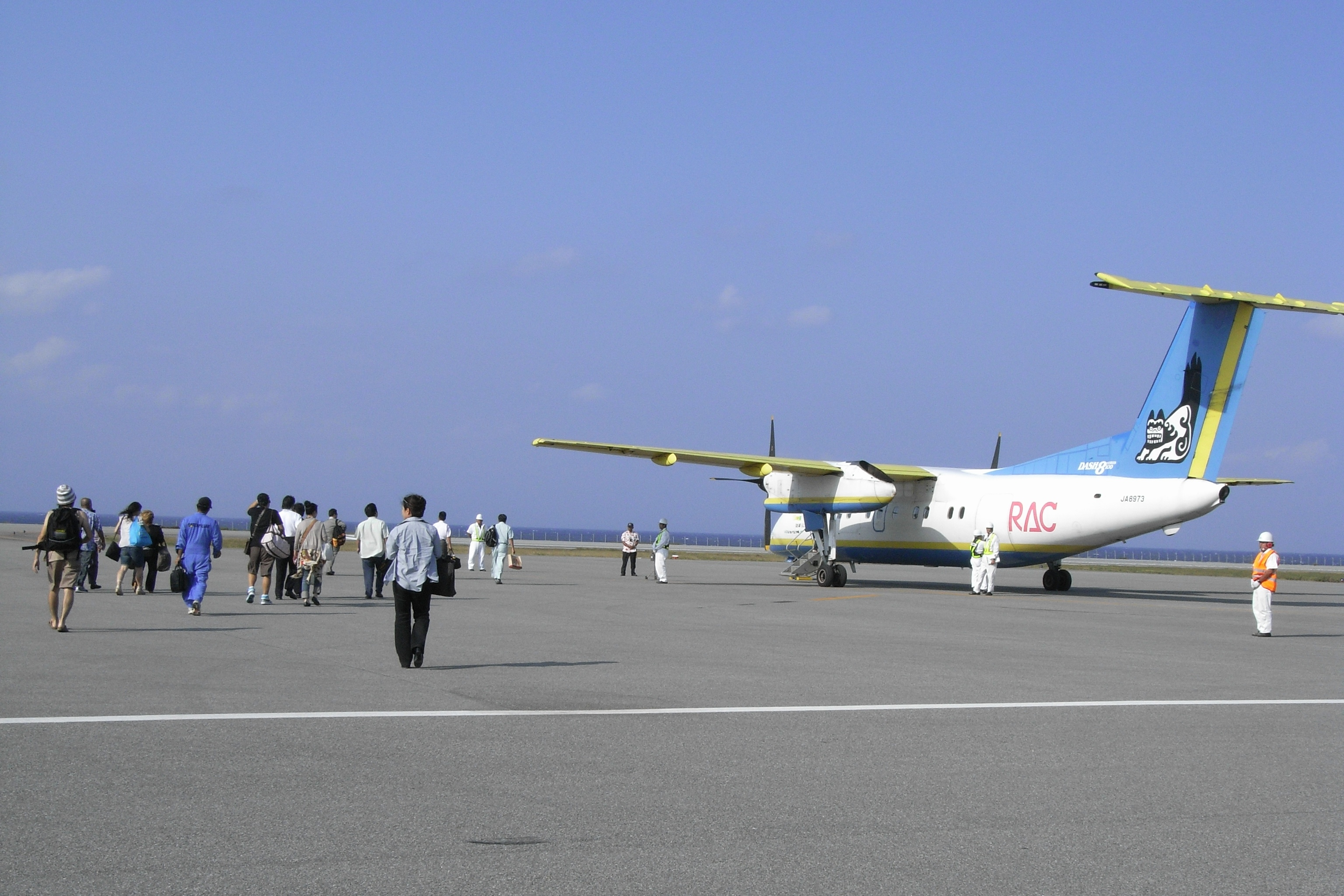
류큐 에어 커뮤터 소속 봄바디어 Q시리즈 종류 중의 하나인 Dash-8 Q100 기재가 요나구니 공항에 머무르고 있는 상태이다.

요나구니 공항(일본어: 与那国空港, よなぐにくうこう, IATA：OGN - ICAO：ROYN)은 일본 오키나와현 야에야마군 요나구니정에 있는 지방관리공항이다.

## 역사
1943년 군 기지로 건설된 뒤 그로부터 14년 후인 1957년 무렵 본격적으로 민항기 정식 취항 공항으로 지정되었으며 현재는 지방관리공항으로 운영되고 있다.
다만 이 공항은 2007년과 2008년 사이에 걸쳐 대만으로 향하는 전세기를 취항한 이력이 있었으며 유니 항공의 타이베이 노선과 트랜스아시아 항공의 화롄 노선을 한 때 띄운 내력도 있었다.

## 운항 노선
주요 노선은 국제선 없이 국내선만 다닌다.

### 국내선
| 항공사               | 목적지            |
| -------------------- | ----------------- |
| 류큐 에어 커뮤터     | 나하, 신 이시가키 |
| 일본 트랜스오션 항공 | 신 이시가키       |